# Tovarochloa peruviana
Tovarochloa peruviana là một loài thực vật có hoa trong họ Hòa thảo. Loài này được T.D.Macfarl. & But miêu tả khoa học đầu tiên năm 1982.